# Mercedes-Benz W191
Mercedes-Benz 170 S este o mașină de lux, produsă de Mercedes-Benz din 1949 până în 1955, cu diferite variațiuni ale modelului, cu motoare pe benzină sau diesel. Inițial, motorul acesteia era o variantă extinsă, de 1.8 L, a M136 1.7 L cu 4 cilindri în serie (folosit pentru producția modelului 170 V, un automobil de dimensiuni ceva mai reduse). Acesta a fost primul model produs de Mercedes al cărui nume a primit litera S (de la Sonder modell, echivalentul Super model din engleză), fapt care denotă un nivel superior al confortului și al calității. În consecință, segmentul de piață vizat era acela al antreprenorilor de succes și al directorilor de companii.
Seria 170 S a fost lansată în mai 1949 și, inițial, avea aceeași serie de șasiu cu cea a lui W136 170V, cele două modele fiind foarte asemănătoare. Chiar și așa, sub numeroase aspecte, acesta era văzut ca o variantă dezvoltată a lui Mercedes-Benz 230 , modelul cu 6 cilindri, produs de companie, într-un număr restrâns, între anii 1938 și 1943.
Primul upgrade al seriei 170 S s-a produs în 1952, fapt care face diferența față de seria 170 V să fie și mai evidentă, întrucât seria primește propriul ei șasiu: W191. Introducerea în anul anterior a unui nou model din seria Mercedes-Benz W187, un automobil de lux, cunoscut ca 220 care dispunea de un nou tip de motor M180, cu capacitate de 2.2 litri și 6 cilindri, poziționat între 170 S și reprezentativul Mercedes-Benz W186  Adenauer, cu motor de 3.0 litri a redus  nișa de lux pentru modelul 170S cu motor cu 4 cilindri.
Odată cu lansarea, în 1952, a noului Mercedes-Benz W120/W121 “Ponton”, cu motor de 1.8 litri, producția seriei 170 S este întreruptă, dar se lansează o versiune cu o caroserie de dimensiuni ceva mai reduse, cunsocută ca 170 S-V,  dotată cu varianta de motorizare de capacitate mare folosită pentru 170 V. Producția acesteia este întreruptă în 1955.

## Modele

### 170 S (1949–1952)
Mercedes-Benz 170 S, care a fost lansat în luna mai a anului 1949, era, față de 170 V, cu 170 mm (6,7 in) mai lungă, cu 104 mm (4,1 in) mai lată și cu mult mai stabilă. Motorul M136 cu 4 cilindri pe benzină, care fusese creat în anul 1967, pentru seria 170 V, este îmbunătățit până la 1767 cc, ajungând să dezvolte maxim 52 cp (38kW), față de cei 38 cp (28 kW). Performanțele au suferit și ele îmbunătățiri considerabile, ajungându-se la o viteză maximă de 122 km/h (76 mph). Noua serie avea aceeași transmisie folosită pentru seria 170 V: o transmisie cu toate cele 4 pinioane de viteză sincronizate. 
Roțile din față erau atașate prin folosirea unor resorturi elicoidale, a unor punți duble și a unei bare stabilizatoare, spre deosebire de sistemul curbat cu resorturi simple, folosit pentru modelul 170 V.   
De la război, singura versiune de Mercedes-Benz 170 V accesibilă publicului larg a devenit cea cu caroserie sedan, cu 4 uși. Odată cu lansarea lui 170 S, producătorul revine la câteva caroserii din gama largă oferită de 170 V, înainte de război. La acestea se adaugă un “Cabriolet A” cu 2 locuri și un “Cabriolet B” cu 4 locuri.
Cu toate că modelul 170 S a fost promovat ca un automobil destinat directorilor de companii, porecla de “Primul Mercedes-Benz S-Class”, care i-a fost atribuită la mai bine de 20 de ani, după lansarea lui W 116, nu este o poreclă care ar fi fost folosită sau recunoscută în anii 1950.
La un an de la lansarea lui 170 S, motorul acestuia, M136, a fost atribuit și lui 170. Chiar și așa, atât raportul de compresie, cât și carburatorul folosit, erau diferite, astfel că diferența de putere de care se bucura 170 S era ușor redusă – de la o diferență de 14 PS, la una de 7 PS – dar nu eliminată complet.

### 170 Sb / 170 DS (1952–1953)
În ianuarie 1952, Mercedes-Benz 170 Sb înlocuiește vechiul model 170 S. Din acel moment seria primește un cod propriu, fiind cunoscută ca “Mercedes-Benz W191”. Ambele versiuni de Cabriolet fuseseră retrase în noiembrie 1951, iar doritorii trebuiau să se orienteze spre versiunea Cabriolet din gama Mercedes-Benz W187 cu 6 cilindri -  modelul 220. În consecință, noul 170 Sb era disponibil doar în varianta cu 4 uși și caroserie tip sedan/limuzină. Upgrade-ul din 1952 aduce și alte schimbări, printre care se numără înlocuirea vechiului schimbător montat pe pardoseala mașinii, cu unul nou, pe coloană, care era foarte la modă în vremea respectivă. Acum, în bord se regăsea și un buton pentru pornire, iar sistemul de încălzire fusese îmbunătățit. Sub capotă, arborele cu came era antrenat de un lanț, față de modelele vechi, acționate de roți dințate.
Tot în ianuarie 1952, a fost lansată și o versiune diesel a lui 170 S, vândută ca Mercedes-Benz 170 DS, sub egida “W191”, la fel ca sora ei cu motorizare pe benzină. Motorul acesteia era același cu cel al seriei 170 V, OM 636 – un motor diesel, ce dezvolta 40 cp (29 kW), viteza maximă atinsă fiind de 105 km/h (65mph). În 1952, mașinile cu motoare diesel pentru pasageri erau încă o noutate, chiar și pentru Germania. Motorul butucănos și performanța redusă a mașinilor diesel erau în contradicție cu imaginea pieței vremii. Dar, fără îndoială, atât directorii conștiincioși ai companiei, cât și proprietarii firmelor de taximetre de lux, au apreciat reducerea consumului cu 25%, și folosirea unui carburant care era deja comercializat la un preț relativ convenabil în Germania.

### 170 S-V / 170 S-D (1953–1955)
Odată cu lansarea noului Mercedes-Benz 180 “Ponton”, cu motor de 1.8 litri, în 1953, gama 170 S părea, dintr-odată, una învechită. În septembrie 1953, seria 170 V este scoasă din producție, iar în luna iulie a aceluiași an producătorul înlocuiește gama 170 S cu 170 S-V. Automobilul astfel obținut combina caroseria de dimensiuni ceva mai mari a lui 170 S cu motorul mai puțin puternic, de 45 cp, care fusese folosit anterior pentru 170 V. Performanța mașinii era una redusă, dar și prețul era pe măsură, mai ales că agenții de vânzări deschideau orizonturile cumpărătorilor spre noul 180. Versiunea diesel a lui 170 S se afla în continuare pe piață, redenumită ca 170 S-D. Se renunță la nomenclatura internă, de “W191”, specifică modelului 170 S, acesta din urmă fiind cunoscut, din nou, ca “W136” – nume sub care fusese vândut până în 1951. În septembrie 1955 Mercedes-Benz 170 S-V este scos din producție. Nu a existat niciun înlocuitor direct al acestuia. În acea perioadă, se simte o puternică revenire din punct de vedere economic, iar producătorul spera să poată convinge directorii de mari companii să cumpere un automobil cu motor cu 6 cilindri, marca Mercedes-Benz. În versiunea sa finală, mai bine de 80% din automobilele vândute au fost diesel , ceea ce indică faptul că grupul de cumpărători principali ai gamei 170 S a devenit cel al proprietarilor de firme de taximetre, în vreme ce, inițial, acesta fusese format din manageri.

## Galerie

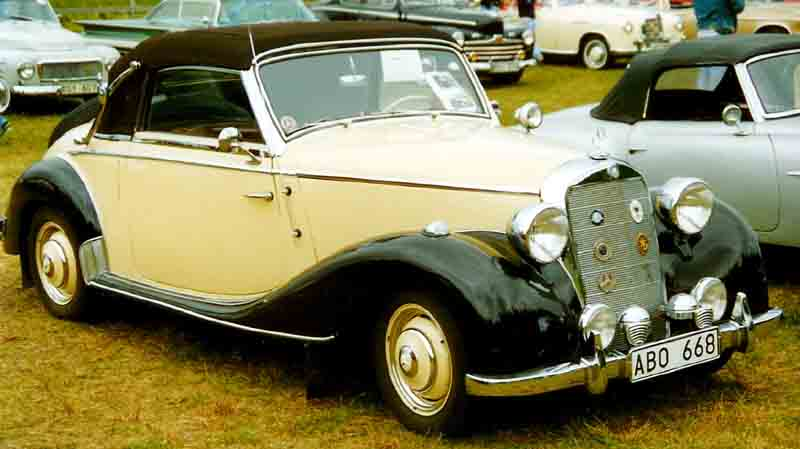
Mercedes-Benz 170 S “Cabriolet A” (i.e. cabriolet 2 locuri) 1949–1951
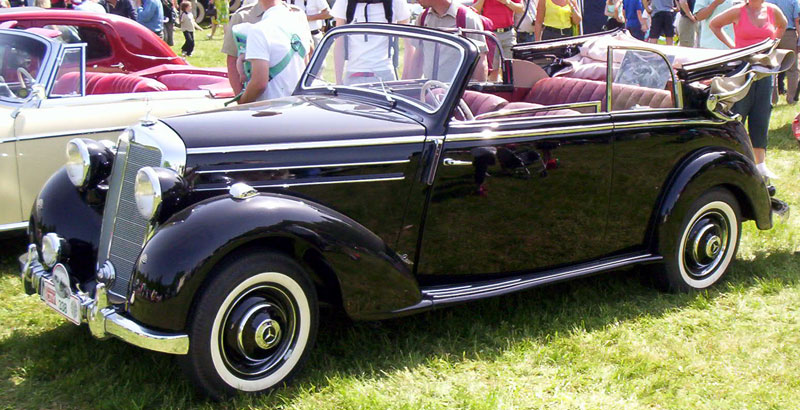
Mercedes-Benz 170 S “Cabriolet B” (i.e. cabriolet 4 locuri) 1949–1951
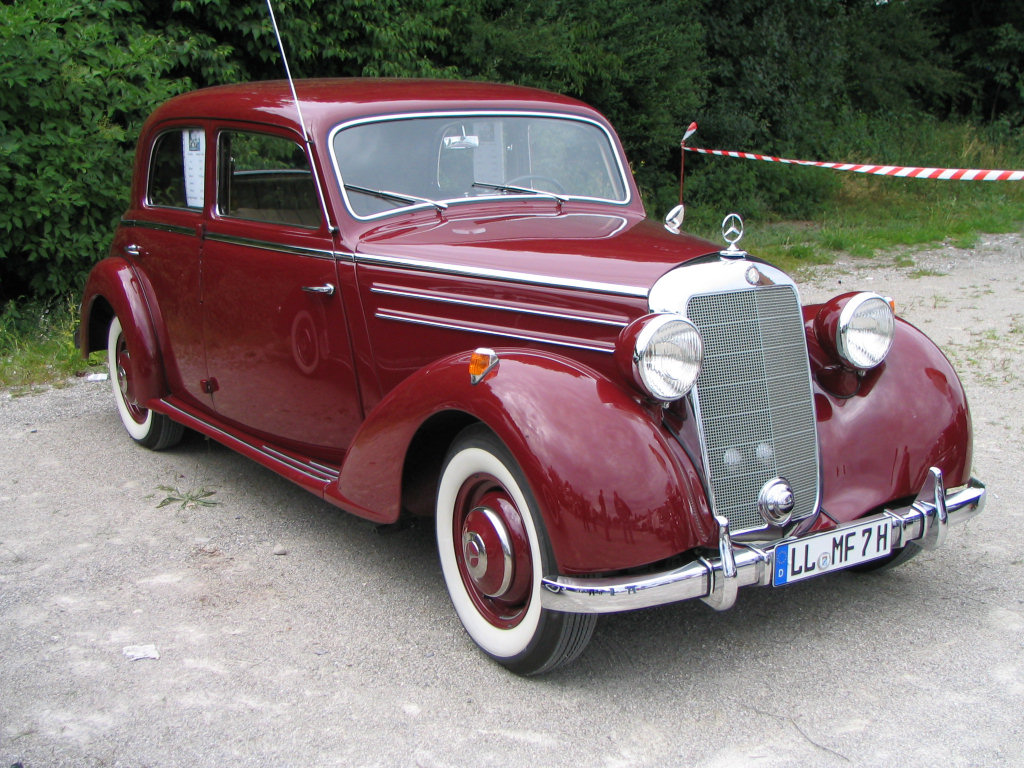
Mercedes-Benz 170 V / 170 S
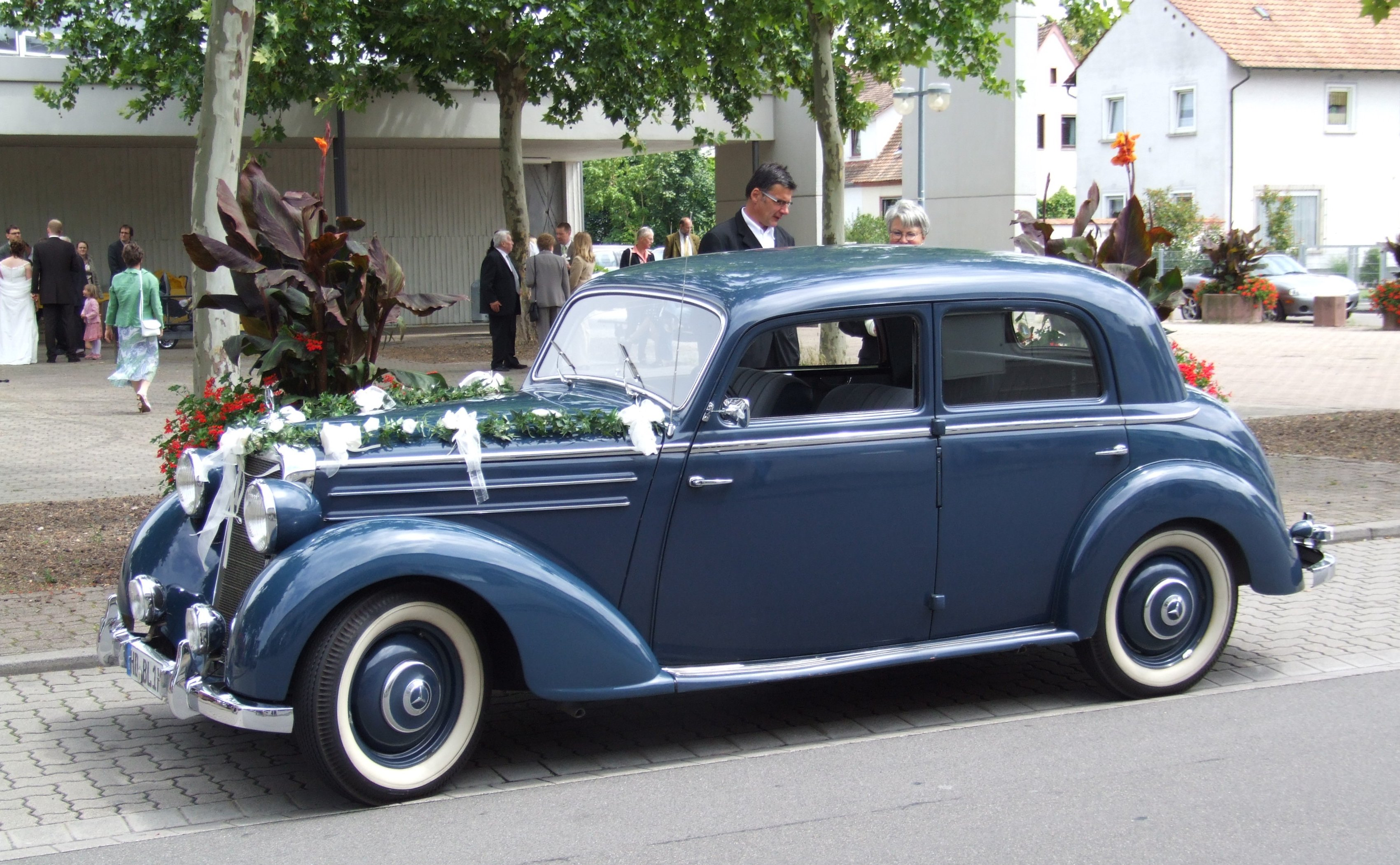
1953 Mercedes 170 DS (Model W191)
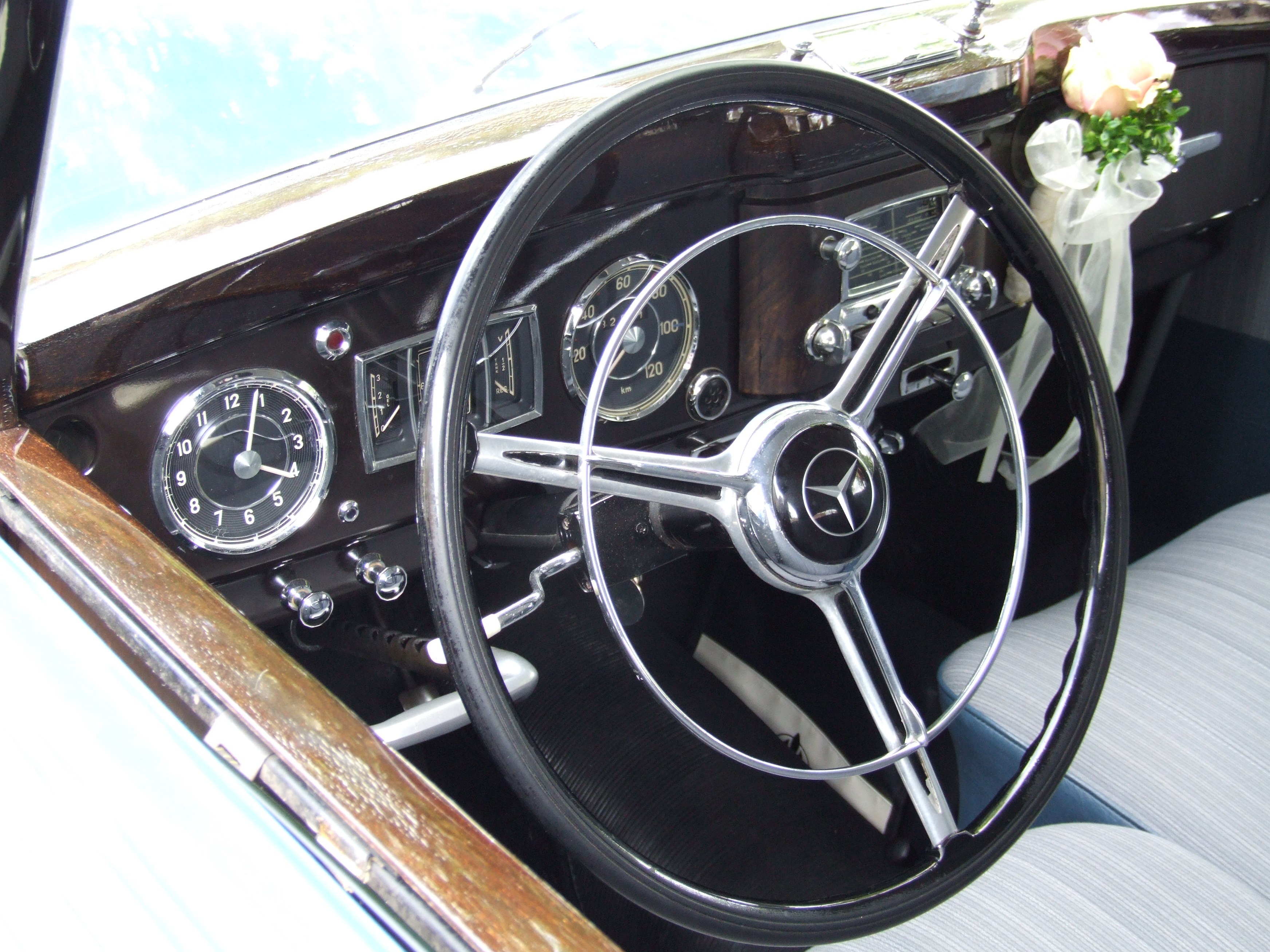
Bord Mercedes 170 DS (Model W191)